# Mateusz Nowak
Mateusz Nowak (Ostrów Wielkopolski, Voivodat de Gran Polònia, 15 de juliol de 1992) és un ciclista polonès, professional des del 2013.

## Palmarès
- 2010
  -  Campió de Polònia júnior en contrarellotge
- 2012
  - Vencedor de 3 etapes a la Polònia-Ucraïna
- 2015
  - 1r al Memorial Andrzej Trochanowski